# Sorlada
Sorlada település Spanyolországban, Navarra autonóm közösségben. Sorlada Mués, Etayo, Piedramillera és Mendaza községekkel határos. Lakosainak száma 43 fő (2024).

## Népesség
A település népessége az elmúlt években az alábbi módon változott:
| Lakosok száma | 53   | 42   | 60   | 62   | 63   | 71   | 52   | 57   | 45   | 43   |
|               | 2001 | 2004 | 2007 | 2009 | 2012 | 2014 | 2017 | 2019 | 2022 | 2024 |